# Château de Seix
Ne doit pas être confondu avec Château de Saix.
Le château de Seix est une ancienne maison forte probablement construit au XIVe siècle et remanié à plusieurs reprises. Il se dresse sur la commune de Seix dans le département de l'Ariège en région Occitanie.
Il a été parfois appelé "Château de la Tour", alors que la tour en question était en fait celle du "Château du Roy", situé à proximité et dont il ne reste rien aujourd'hui. Ses dénominations ont été successivement : "Château du Vicomte", puis "manoir de Vernon", et actuellement "Centre d'interprétation des vallées du Haut-Salat". Il est connu localement comme "Château de Seix".
Le château fait l’objet d’une inscription partielle au titre des monuments historiques par arrêté du 16 mars 1994. Les parties de l'édifice faisant l'objet de la protection sont les façades, toitures, les tours d'angle et les terrasses (avec leur mur de soutènement) (référence du cadastre : AB 263).

## Situation
Le château de Seix est au centre du bourg où il se dresse en surplomb à une altitude de 521.42 m.

## Historique
D'après la notice de présentation du château rédigée par Marie Azam pour le compte de la communauté de communes du canton d'Oust, les consuls administrateurs et défenseurs de la communauté seixoise auraient fait construire le château qu'ils auraient ensuite vendu à Pierre de Siregand en 1568, dont les héritiers ont porté le nom de Cabalbi (de casa Balbi, plus tard francisé Balby). Cette famille était liée par mariage aux vicomtes de Couserans. Par décret de Charles X, au nom de Balbi s'ajoutera le titre de "Marquis de Vernon", dont les armoiries sont visibles au dessus de la porte d'entrée du château.

## Description
L'édifice est situé à mi-pente sur la hauteur qui domine le village, occupant une position stratégique face à la vallée du Salat. Il se compose d'un corps de logis avec tour d'angle au nord-est, et d'un mur de clôture cantonnés par deux tours d'angle formant 2 pavillons, au nord-ouest et au sud-ouest.

## Valorisation du patrimoine
Un temps propriété de l'État dans la perspective d'en faire le siège du parc national de l'Ariège qui ne vit jamais le jour, le site est devenu un lieu de présentations et d'animations culturelles pour le Haut-Salat avec des expositions temporaires ou permanentes diversifiées,.

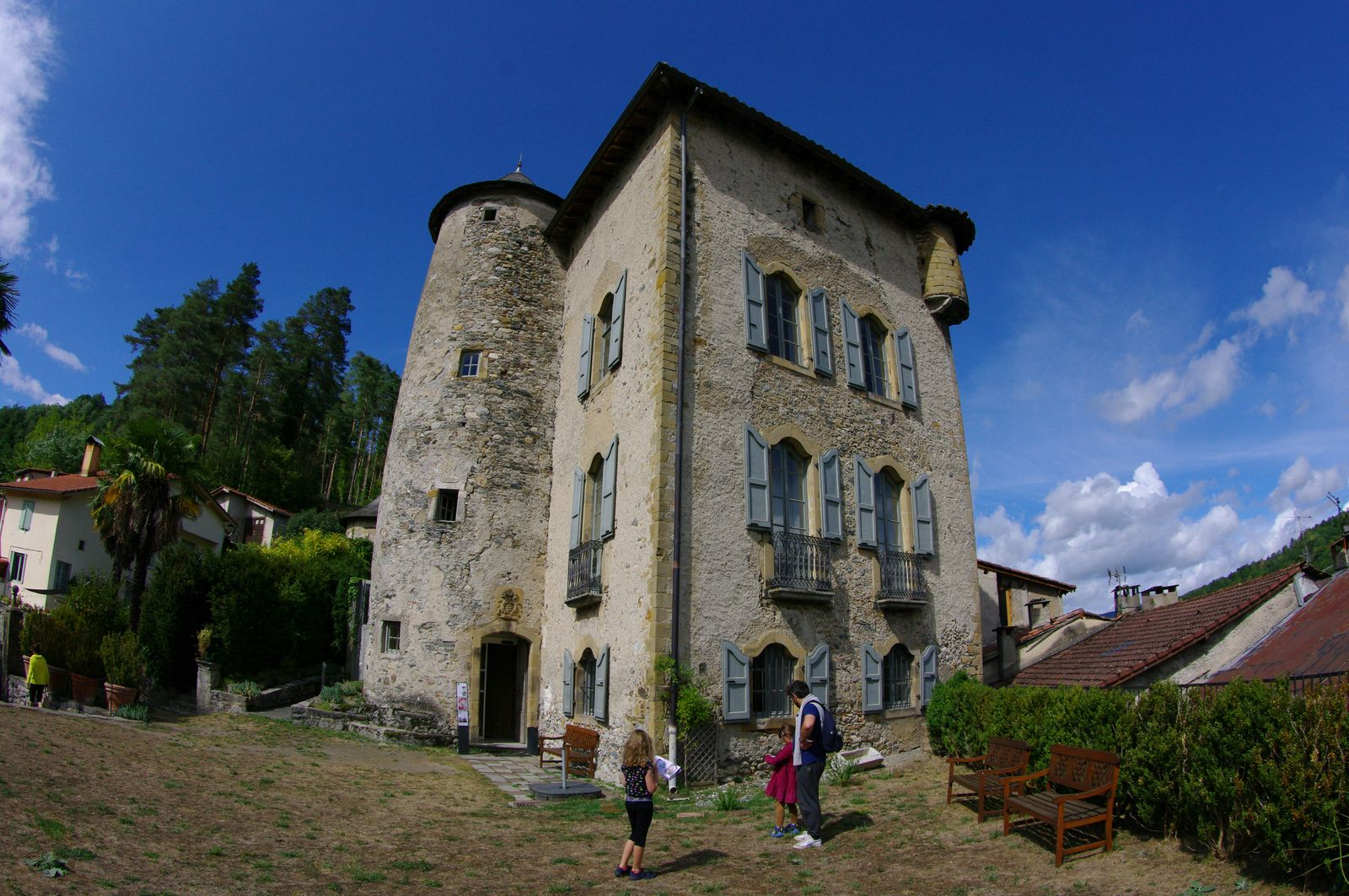
La façade donnant sur le Salat, en août 2022.
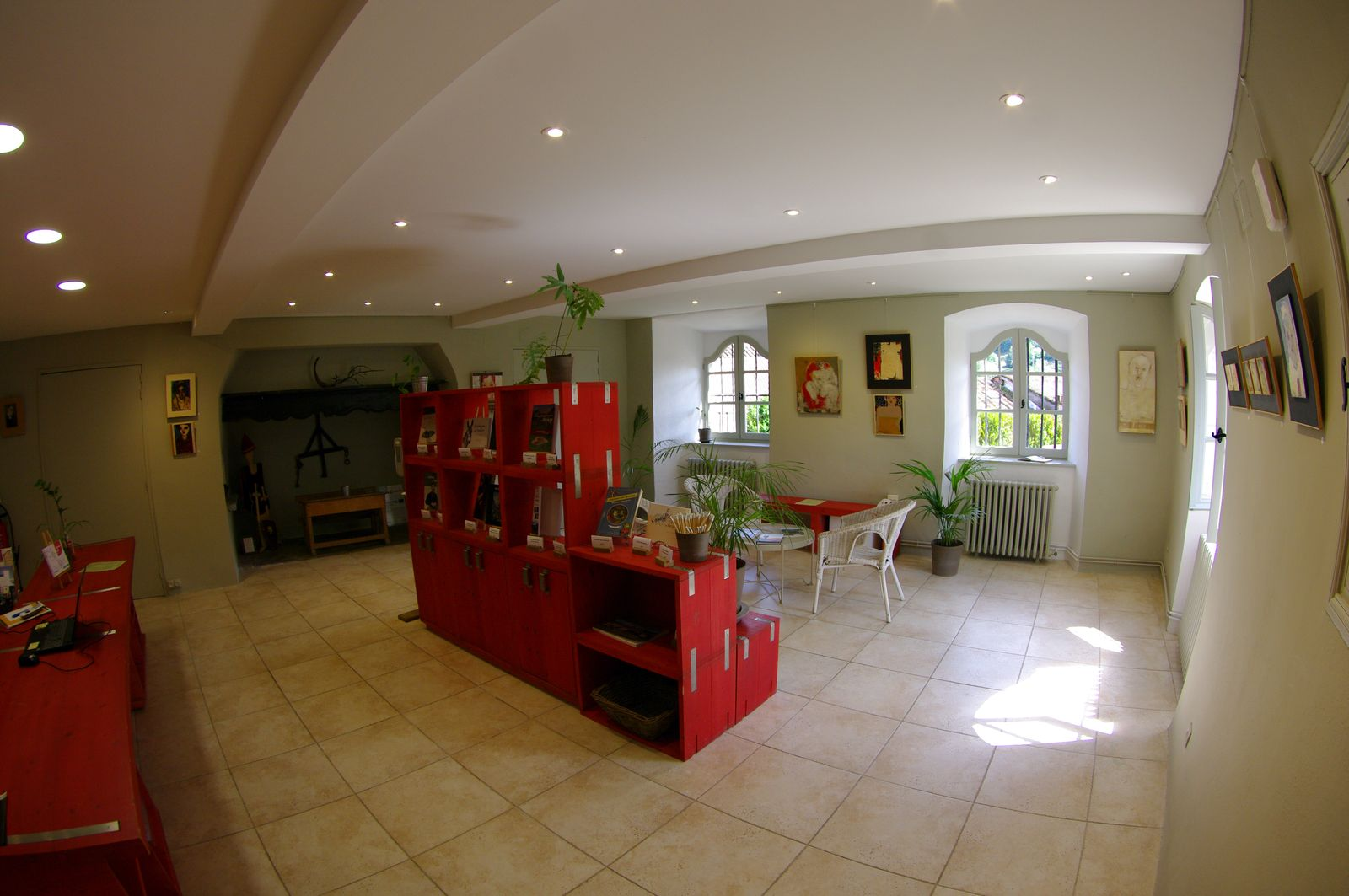
Au rez-de-chaussée, accueil et exposition.
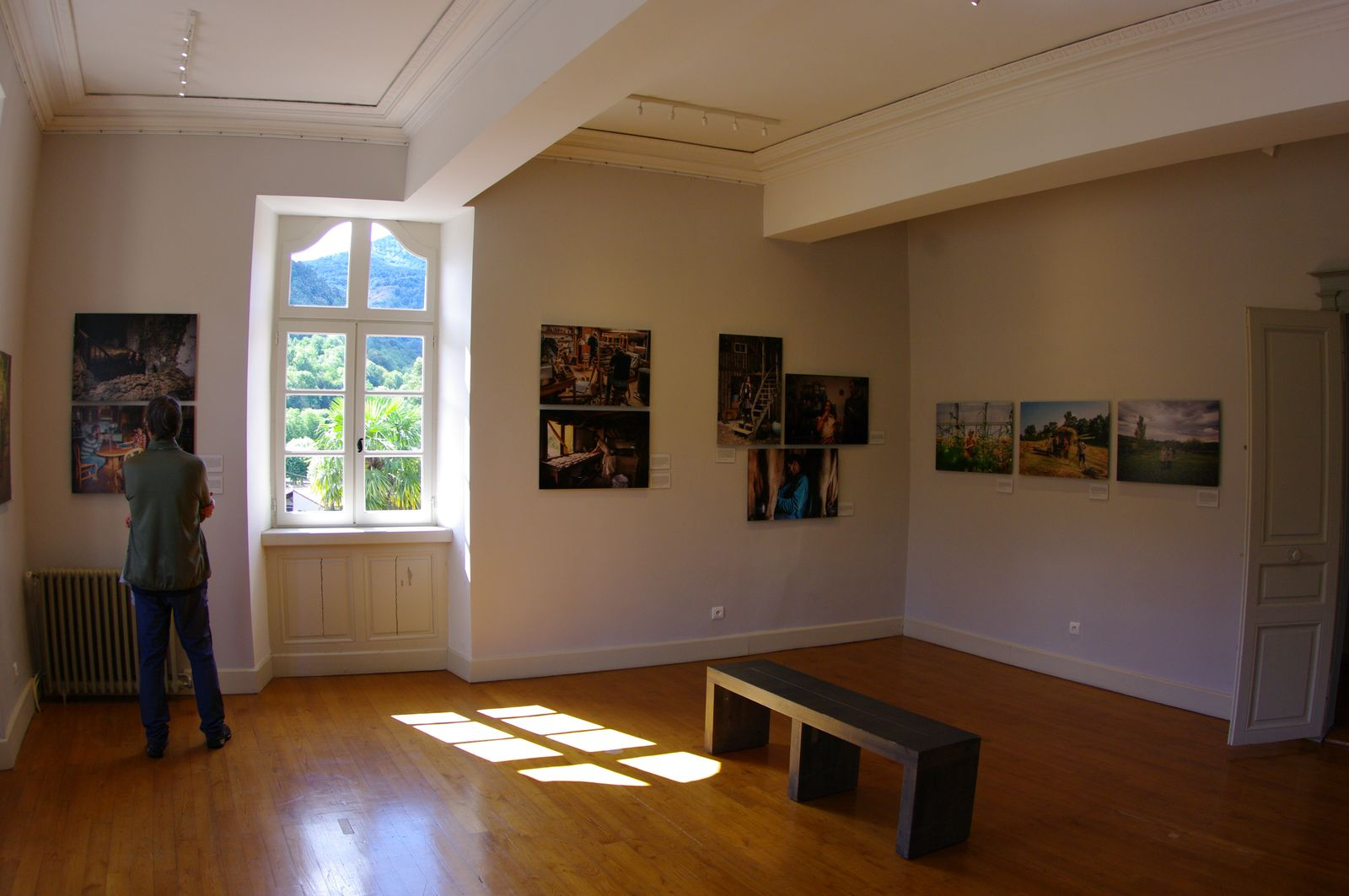
Salle d'exposition en août 2022.
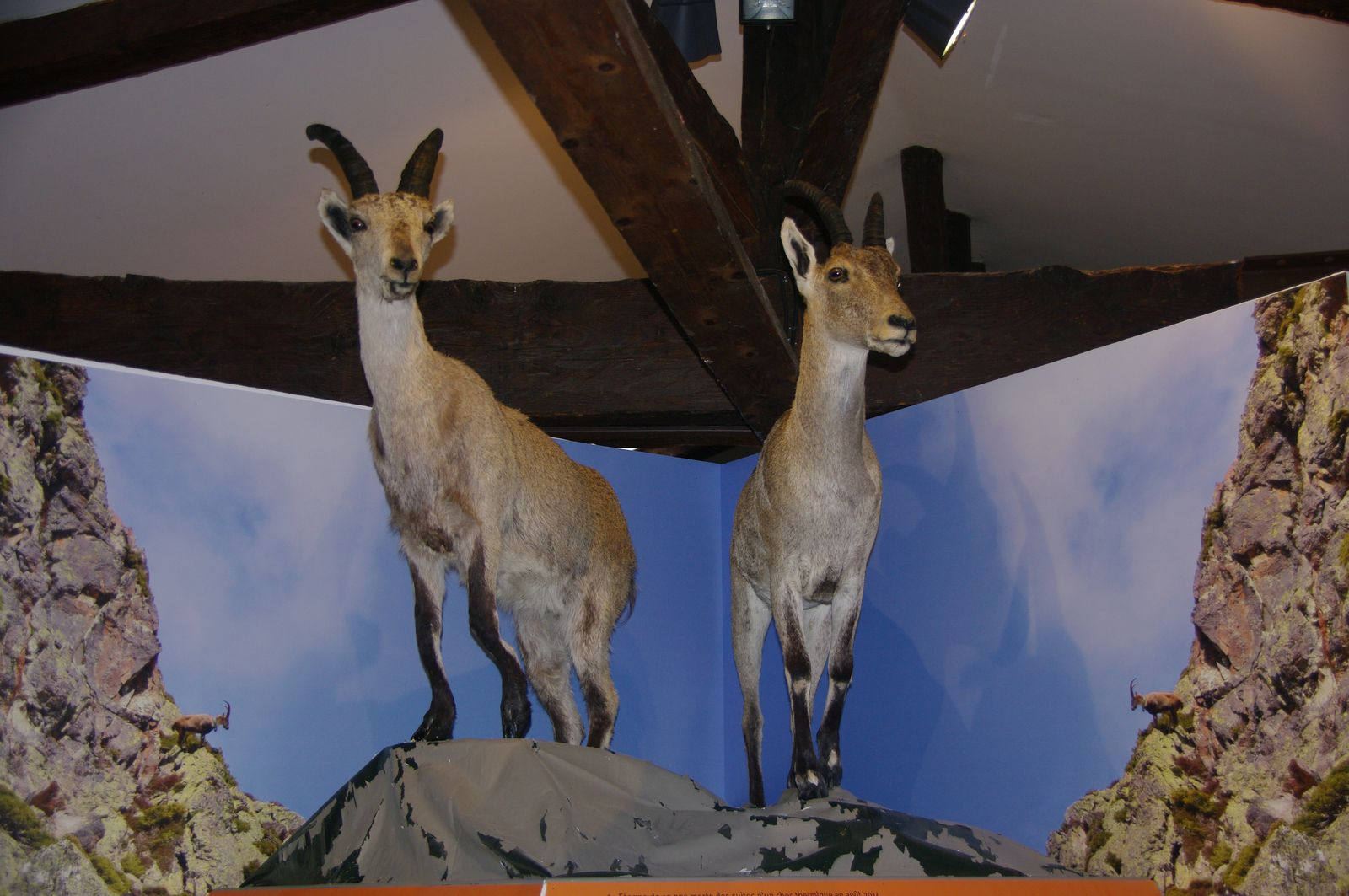
Au dernier étage, à propos de la réintroduction du bouquetin.